# 若澤·馬利亞·奥克明
若澤·馬利亞·奥克明（1901年6月11日—1974年4月22日），巴西政治家。於1964年至1967年期間成為巴西副總統。
| 前任： 若昂·古拉特 | 巴西副总统 1964年－1967年 | 繼任： 佩德羅·阿雷克索 |